# Julian Kuiłowski
Julian Kuiłowski h.Sas (ur. 1 maja 1826 w Koniuszkach Królewskich w obecnym rejonie samborskim, zm. 4 maja 1900 we Lwowie) – uczestnik Wiosny Ludów, biskup greckokatolicki, metropolita lwowski.

## Życiorys
W młodości brał udział w powstaniu węgierskim i bitwy pod Segedynem. Po kapitulacji powstania w sierpniu 1849 przebywał kolejno w Serbii i Bułgarii. W latach 1849–1850 był żołnierzem armii Osmana paszy. 
Od 1850 mieszkał w Paryżu, gdzie ukończył teologię w seminarium St. Suplice i w 1854 przyjął święcenia kapłańskie. W Paryżu utrzymywał kontakty ze środowiskiem Hotelu Lambert.
W 1856 opuścił Paryż i przez rok pełnił funkcję duszpasterza na wyspie Korfu. W wyniku amnestii wrócił do Galicji w 1857. W latach 1859–1884 był proboszczem unickim w Ruskim Siole, oraz w latach 1876–1881 administratorem, a w latach 1881-1882 dziekanem greckokatolickiego dekanatu birczańskiego.
W 1878 otrzymał od papieża Leona XIII tytuł tajnego szambelana papieskiego. W 1882 mianowany kanonikiem gremialnym greckokatolickiej kapituły przemyskiej, w latach 1883–1884 rektor Greckokatolickiego Seminarium Duchownego w Przemyślu.
Od 1887 archiprezbiter i przewodniczący kapituły stanisławowskiej. W 1890 mianowany biskupem pomocniczym eparchii przemyskiej z tytułem biskupa Hephaestus, święcenia przyjął 26 czerwca 1890. W latach 1891–1899 biskup ordynariusz stanisławowski, nie zdobył sympatii wśród Ukraińców ze względu na swoją propolską postawę. Od 1898 był asystentem tronu papieskiego.
22 stycznia 1899 mianowany arcybiskupem lwowskim obrządku unickiego. W kwietniu 1900 został obdarzony tytułem tajnego radcy cesarza Franciszka Józefa I.